# Caeruleuptychia ziza
Caeruleuptychia ziza är en fjärilsart som beskrevs av Butler 1869. Caeruleuptychia ziza ingår i släktet Caeruleuptychia och familjen praktfjärilar. Inga underarter finns listade i Catalogue of Life.